# ووم ووم (ئی‌پی)
ووم ووم (به انگلیسی: Vroom Vroom) دومین آلبوم چندآهنگه از خوانندهٔ انگلیسی چارلی ایکس‌سی‌ایکس است که در تاریخ ۲۶ فوریهٔ سال ۲۰۱۶ توسط ووم ووم رکوردینگز منتشر شد. این اثر به‌همراهٔ تهیه‌کنندهٔ اسکاتلندی، سوفی تهیه شده‌است.

## فهرست ترانه‌های
| ووم ووم    | ووم ووم                         | ووم ووم                                        | ووم ووم                                                   | ووم ووم |
| شماره      | نام                             | نویسنده(ها)                                    | تولیدکننده(گان)                                           | مدت     |
| ---------- | ------------------------------- | ---------------------------------------------- | --------------------------------------------------------- | ------- |
| ۱.         | «ووم ووم»                       | شارلوت اما ایچیسن سوفی زیان نونی بائو ام‌ان‌دی‌آر | سوفی مارتین استیلینگ [a] پاتریک برگر [a]                  | ۳۱۳     |
| ۲.         | «بهشت» (با همراهی هانا دایموند) | ایچیسن زیان بائو ای. جی. کوک استیلینگ          | سوفی استیلینگ [a] برگر [a]                                | ۳:۰۱    |
| ۳.         | «جایزه»                         | ایچیسن زیان بائو وارنر برگر                    | سوفی استیلینگ [a] برگر [a] هل ریتسون [b] ریچارد آدلام [b] | ۲:۳۹    |
| ۴.         | «راز (شش)»                      | زیان جودی هارش یسی سنت جان هارلو               | سوفی هارش                                                 | ۳:۲۵    |
| مجموع مدت: | مجموع مدت:                      | مجموع مدت:                                     | مجموع مدت:                                                | ۱۲:۱۸   |